# Oberigling
Oberigling ist ein Ortsteil der Gemeinde Igling und eine Gemarkung im oberbayerischen Landkreis Landsberg am Lech.

## Geographie
Das Pfarrdorf Oberigling liegt vier Kilometer westlich von Kaufering direkt südwestlich angrenzend an Unterigling.
Die Gemarkung hat eine Fläche von 1040,14 ha und liegt mittig im Gemeindegebiet. Gemeindeteile auf der Gemarkung sind das gleichnamige Pfarrdorf, Geiselsberg, Igling, Marienhof, Rollmühle und Stoffersberg.

## Geschichte
Die erste Erwähnung Iglings stammt aus einer Urkunde von 1126 in der ein Rüdiger von Igelingen erwähnt wird.
Igling war später Teil der sogenannten „Konradische Schenkung“.
Im hohen Mittelalter waren die Geschicke Iglings bis zum Dreißigjährigen Krieg eng verbunden mit seiner Hofmark und deren Herren auf Schloss Igling. 1611 übergab Herzog Maximilian von Bayern das Schloss seinem Obristkanzler Joachim, Freiherr von Donnersberg. Nachdem dieses Geschlecht im Mannesstamm erloschen war, übernahm die Familie Graf Spaur den Besitz und schließlich kaufte im Jahr 1866 Leopold Graf von Maldeghem den Besitz. Dieser stiftete nach dem Zweiten Weltkrieg einen Teil seines Grundes aufgrund der Wohnungsnot.
Bis zur Zusammenlegung der Gemeinden Oberigling und Unterigling zur Gemeinde Igling am 1. April 1971 bestand die Gemeinde Oberigling. Sie hatte eine Fläche von 1040,55 Hektar, ihre Orte waren Geiselsberg, Igling (Bahnhof), Igling (Gut), Marienhof, Oberigling, Rollmühle und Stoffersberg. Der Einwohnerstand in der Zeit von 1840 bis 1970 schwankte zwischen 297 (1840) und 884 (1950).

## Sehenswürdigkeiten
In Oberigling befindet sich die katholische Pfarrkirche Sankt Peter und Paul. Der Chor und Turm stammen aus dem Jahr 1724, das Langhaus von 1829.
Siehe auch: Liste der Baudenkmäler in Oberigling

## Bodendenkmäler
Siehe: Liste der Bodendenkmäler in Igling